# Talpa-Bâscoveni, Teleorman
Talpa-Bâscoveni este un sat în comuna Talpa din județul Teleorman, Muntenia, România.